# 胜海舟
勝海舟（日语：／ Katsu Kaishū，1823年3月12日—1899年1月19日），日本幕末开明政治家，江户幕府海军负责人。曾留学美国学习海军军事。在坂本龙马行刺他的时候说服龙马成为他的门生。幕府崩溃前夕，任陆军总裁，同讨新政府軍參謀西乡隆盛议和，使江户和平开城。后在明治政府中任海军卿等职，不久辞职。官階正二位、明治維新后授予伯爵爵位。
幼名麟太郎（りんたろう），本名義邦（よしくに），維新後改名為安芳（因爲幕末時他的官职是「安房守」，「安房」和「安芳」日語同音）。海舟是号，由佐久間象山授予他的篆刻「海舟書屋」而來。
父親是旗本小普請組的勝小吉，母是信。幕末的劍道家男谷信友是他的堂兄。海舟從十嵗開始也花了很多時間練習劍術。家紋是圓形的劍花菱。
與山岡鐵舟、高橋泥舟並稱為「幕末三舟」（幕末の三舟）。給哲學舘（現東洋大學）捐過很多錢、所以稱為「哲學館三恩人」之一。
對專修學校（現專修大學）的繁榮也作出過很多貢獻，曾經寄語「律增甲乙之科以正澆俗 礼崇昇降之制以極頽風」。

## 生涯
文政6年 （1823年）勝海舟在江戶本所龜澤町、父親小吉的實家男谷家出生。
勝海舟的曾祖父銀一出生于越後国三島郡長鳥村（現新潟縣柏崎市）貧苦農家，是一個盲人。到江戶依靠發放高利貸（盲人特許可以經營高利貸）成爲巨富，捐官得了米山檢校的職位。銀一的兒子平藏開創了男谷家、男谷家後來昇為旗本。海舟的父親是平藏的第三子，成了勝家的養子。勝家也是小普請組的小旗本。
海舟小時候通過男谷的親戚阿茶局的介紹給11代將軍德川家齊的孫子初之丞（一橋慶昌）當玩伴，以圖依靠一橋家出仕，但因慶昌夭折而告終。
在男谷家長到7嵗、搬到赤坂本所入江町（現墨田區綠4-24）。

### 修行時代
起先在父親小吉的實家，堂兄男谷精一郎的道場學習劍術，後來在精一郎的徒弟島田虎之助的道場學習，得到了直心影流剣術證書。通過虎之助推薦還學了禅。
在蘭學方面、開頭打算拜江戶的蘭学者箕作阮甫爲師，然而遭到拒絕後，成爲借居在赤坂溜池福岡藩宅邸永井青崖的弟子。弘化3年（1846年）從本所搬到赤坂田町。
學習蘭学的過程中只花了一年時間抄寫了兩本辞典。一本自用、一本賣錢。得到蘭学者佐久間象山的賞識。
在象山推薦下學習西洋兵法，在田町開設蘭学和兵法學的私塾。

### 長崎海軍傳習所
嘉永6年（1853年），佩里艦隊（黑船来航）要求日本開国的事件中、老中阿部正弘爲了廣泛聽取意見而向幕臣、諸大名及平民徵集意見書。勝海舟也提出了海防意見書，得到阿部正弘和幕府海防掛的大久保忠寛的賞識，由此得到了人生轉機。
隨後勝海舟進入長崎海軍傳習所。因爲勝海舟通曉荷蘭語出任教監充當傳習生和教官的溝通橋梁。据本人所說入學數周便對所學融會貫通，由此從第一期到第三期在長崎干了5個年頭。。
薩摩藩主島津齊彬對其也很賞識，給海舟今後造成很大影響。

### 訪美

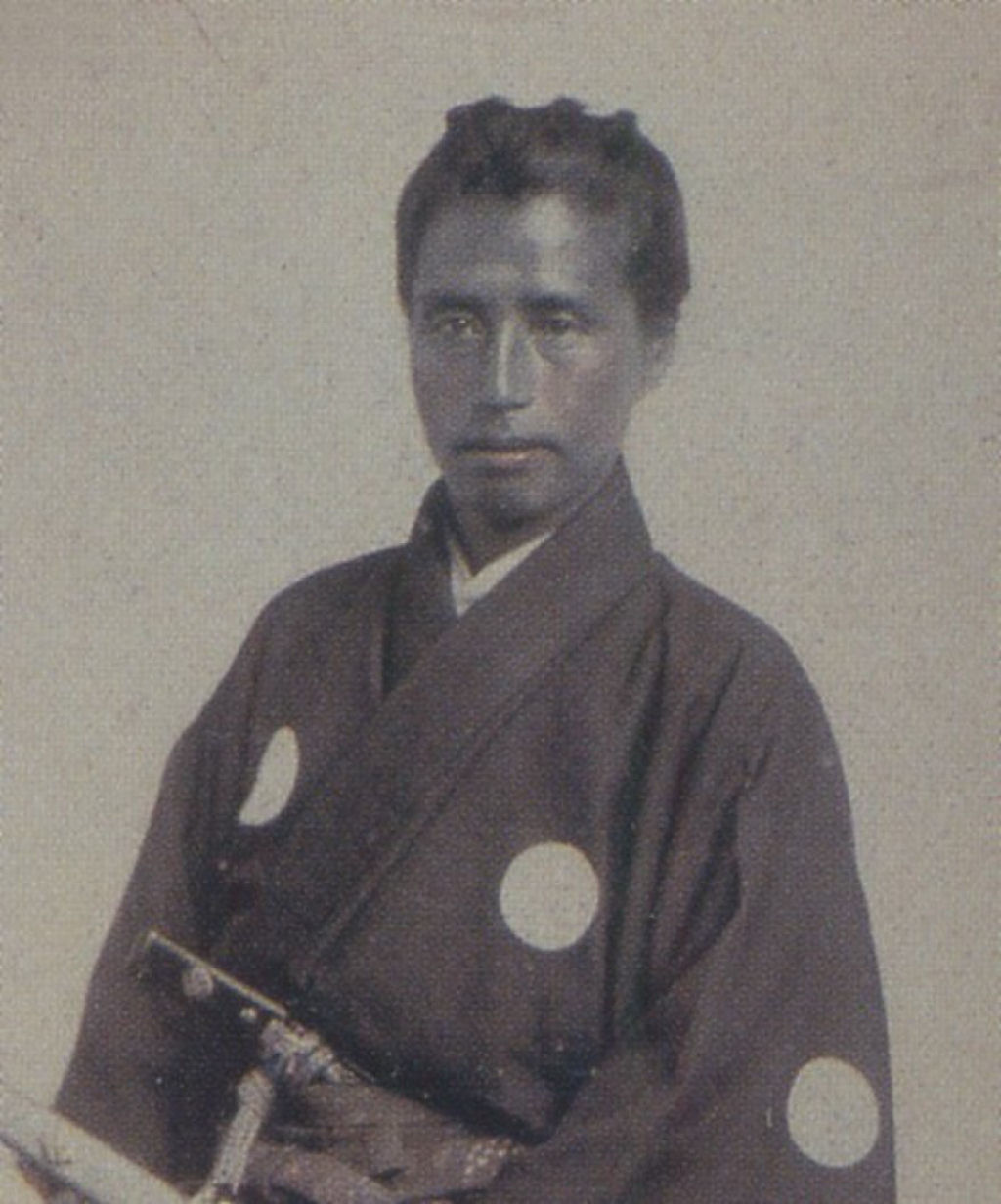
1860年訪美時在舊金山

万延元年（1860年），乘咸臨丸花了37天橫渡太平洋到達舊金山。。這次赴美的計画是由岩瀬忠震等一橋派幕臣發起。這些人因爲安政大獄而不得不引退，所以木村攝津守作為軍艦奉行，勝海舟也成代理訪美使節而啓程。
美國海軍測量船船長約翰布魯克大尉隨同前往，翻譯是約翰万次郎，木村的隨從福澤諭吉也一同前往。咸臨丸初次渡美，勝海舟和福澤諭吉都形容是「日本人創舉」（日本人の手で成し遂げた壮挙），其實由於暈船日本人船員沒有起什麽作用，如果沒有布魯克渡美無法成功。
福澤的『福翁自伝』中記載木村芥舟是「艦長｣、勝海舟是「指揮官」，其實木村是「軍艦奉行」，勝海舟為「凖指揮」。美方稱木村為提督、勝為船長。從美國返航的時候，確實是勝海舟靠自己的力量。

### 神戶海軍操練所

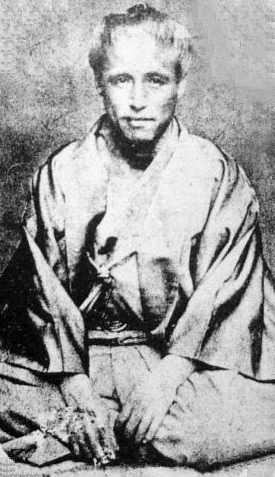
幕末期

归国後歷經蕃書調所頭取、講武所炮術師範等職位。文久2年（1862年），幕政改革的時候重新進入海軍，擔當軍艦操練所頭取后就任軍艦奉行。神戸下錨容易、吃水深是適合停泊大船的天然良港，所以在陪同14代將軍德川家茂前往大阪途中遊説在神戶設置對欧美的貿易據點。。
勝海舟在神戶設立了海軍塾，沒有一點官僚的架子，和薩摩、土佐這些所謂偏僻地方的人交往融洽。。
此後神戶成爲東洋最大的港口，勝海舟自己也從附近居民那裏購買土地，結果被幕府沒收。
也在這個時候勝海舟結識了西鄉隆盛。元治元年（1864年）9月11日，因爲擔心神戶港開港的延期，西鄉隆盛在大阪向勝海舟上書自己的對策。隨後西鄉隆盛給大久保利通的書信中表達了自己對勝海舟的讚賞。
勝海舟的志向不光是建設幕府的海軍而是「日本的海軍」，由於保守派的忌憚而被免去軍艦奉行的職位，過了2年的蟄居生活。在此期間勝海舟閲讀了很多書籍。

### 長州征伐和宮島談判
慶應2年（1866年）復職為軍艦奉行，被德川慶喜委以第二次長州征伐停戰交渉的重任。勝海舟隻身前往宮島談判成功説服了長州藩，慶喜也從天皇那裏得到停戰的勅令。勝海舟覺得自己只不過是作爲慶喜爭取時間的工具因此憤而辭職回到江戶。

### 駿府城会談和江戶無血開城
明治元年（1868年），新政府軍東征，勝海舟被幕府召回，擔任陸軍總裁。和主張軍事抵抗的小栗忠順對立，提出早日停戰和江戶無血開城並開始一系列和平交涉。
3月9日，山岡鐵舟在駿府同西鄉隆盛会談確立了開城的基本条件。在3月15日江戶城總攻撃预定日前的13日和14日在城外池上本門寺和西乡單獨会談，確定了江戶城開城條件和德川家今後的命運。勝海舟原來打算在交涉完全決裂時放火燒江戶，結果使江戶城避免了血光之災，保全了江戶150万人居民的生命。
這次会談之後戊辰战争仍然持續，勝海舟對旧幕府一方抵抗新政府表示了反對。預見即使戰術上取得勝利戰略上取勝利是不可能的，表達出内戰會引致英國支持的新政府和法國支持的旧幕府方的分裂狀態。

### 明治时期

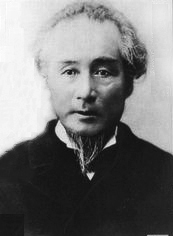
明治时期的胜海舟

維新後勝海舟作爲旧幕臣的代表出任外務大臣、兵部大臣、参議兼海軍部長、元老院、枢密院、授予伯爵。
勝海舟在新政府中對工作了無關心，天天就是坐在位子上。曾說「我把工作扔給部下，我的工作就是蓋蓋章而已」（部下に仕事を丸投げして、判子を押すだけのような仕事しかしてないよ）。
喜歡批評新政府，總是拿西鄉隆盛、大久保利通、木戶孝允和新政府要人進行比較。
勝海舟和德川慶喜在幕末動亂的時期一直意見相左，但是慶喜卻由於勝海舟的斡旋最後被明治政府赦免度過晩年。慶喜還被封為公爵享有拜見明治天皇的特權，並且讓他創設了德川慶喜家。對於其他旧幕臣的工作和生活保障也維護了30餘年。向幕末時期還是小村的横濱輸送了旧幕臣10万人興建和發展了横濱港、往静岡輸送了約8万人使静岡的茶葉生産取得全国第一。
勝海舟是創立日本海軍的人物，然而始終反對日清戰爭，連合艦隊司令長官伊東祐亨和清朝北洋艦隊司令官丁汝昌都可說是他的後輩，丁汝昌戰敗自殺后勝海舟發表了紀念的追悼文。和李鴻章也有一面之交。對李說過「政府搞的那些事情都是小把戲」（政府のやることなんてぇのは実に小さい話だ）。
晩年基本在赤坂冰川度過、撰寫，口述了《吹塵録》（江戶時代經濟制度大綱）、《海軍歷史》、《陸軍歷史》、《開国起源》、《冰川清話》等書。他獨特的説法一般人無法理解。被稱爲「冰川大話」（氷川の大法螺吹き）。
明治32年（1899年）1月19日腦溢血導致意識不明、21日去世。最後的遺言是「到此終了」（コレデオシマイ）。
勝海舟的墓在他的別墅千束軒（現東京都大田區洗足池公園）。裏面還有勝海舟紀念西鄉隆盛所立石碑。千束軒毀于戰火、現在是大田區立大森第六中学校。

## 簡歷
（明治5年12月2日爲止是陰曆）

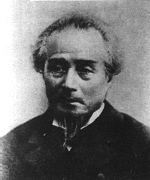
晩年

- 天保9年（1838年）7月27日、繼承家督、加入小普請組、俸祿40石。
- 安政2年（1855年）
  - 1月18日、任接待外國使節和荷蘭書籍翻譯。
  - 7月29日、入海軍傳習所。
  - 8月7日、從小普請組轉任小十人組。
- 安政3年（1856年）
  - 3月11日、任講武所炮術師範。
  - 6月30日、從小十人組轉任大番。
- 安政6年（1859年）11月24日、被派前往美國。
- 安政7年（1860年）
  - 1月13日、從品川乘咸臨丸出航。
  - 2月26日、到達舊金山。
  - 閏3月8日、從舊金山返航。
  - 改元万延元年5月6日、回到品川。
  - 5月7日、回到江戶。
  - 6月24日、任天守番頭過人、蕃書調所頭取助。俸祿400石。
- 文久元年（1861年）9月5日、轉任天守番頭・講武所炮術師範。
- 文久2年（1862年）
  - 7月4日、任二の丸留守居，軍艦操練所頭取。
  - 閏8月17日、任軍艦奉行代理。俸祿1000石。
- 文久3年（1864年）
  - 2月5日、攝海警衛，神戶操練所運営。
  - 改元後的元治元年5月14日、作事奉行次席軍艦奉行、俸祿2000石。官位從五位下安房守。
  - 11月10日、被罷免軍艦奉行。
- 慶應2年（1866年）5月28日、町奉行次席復職軍艦奉行。
- 慶應3年（1867年）3月5日、兼任海軍傳習掛。
- 慶應4年（1868年）
  - 1月17日、海軍奉行代理。俸祿5000石。列座陸軍奉行代理之上。
  - 1月23日、陸軍總裁。列座若年寄的次席。
  - 2月25日、免去陸軍總裁、軍事取扱。
  - 3月13日、同月14日、薩摩藩江戶藩邸和西鄉隆盛会見。江戶城無血開城。
- 明治2年（1869年）
  - 7月13日、改名安芳。
  - 7月18日、任維新政府外務大臣。
  - 8月13日、免去外務大臣。
  - 11月23日、任兵部大臣。
- 明治3年（1870年）6月12日、免去兵部大臣。
- 明治5年（1872年）
  - 5月10日、任海軍大輔。
  - 6月15日、升從四位、海軍大輔如元。
- 明治6年（1873年）10月25日、任参議、兼海軍大臣。
- 明治7年（1874年）2月18日、升正四位、参議・海軍大臣如元。
- 明治8年（1875年）
  - 4月25日、元老院議官。
  - 4月27日、辭去元老院議官。
  - 11月28日、免去元老院議官。
- 明治20年（1887年）
  - 5月9日、授予伯爵。
  - 12月、升從三位。
- 明治21年（1888年）
  - 4月30日、任枢密顧問官。
  - 10月、升正三位、枢密顧問官如元。
- 明治22年（1889年）
  - 5月8日、辭去枢密顧問官、第二天被否決。
  - 12月、授予瑞宝章。
- 明治23年（1890年）7月10日、當選貴族院議員，不接受。
- 明治27年（1894年）6月30日、升從二位、枢密顧問官如元。
- 明治29年（1896年）10月27日、辭去枢密顧問官、11月4日、被否決。
- 明治31年（1898年）2月26日、授予旭日大綬章。
- 明治32年（1899年）
  - 1月19日、去世。
  - 1月20日、追賜正二位。法名：大観院殿海舟日安大居士。

## 文献
回憶錄有吉本みのる的『冰川清話』和巌本善治的『海舟座談』。都是勝海舟談話的速記，保留了勝海舟談話的細節部分，能夠了解到幕末和明治的歷史變遷、人物背景、以及海舟的性格特徵。但是古版對於当時政治的批判，編輯有意進行了歪曲篡改和刪節。
勝海舟全集的量很大，是研究幕末維新的貴重資料。勝海舟留下很多文章和書信，文章的筆法據説受到父親小吉的影響。全部使用第一人称「俺」所寫、和小吉自傳『夢酔独言』（平凡社・東洋文庫）一樣。夏目漱石由此受到啓發在小説『坊つちやん』中塑造了名叫「清」的人物。

## 人物評價
坂本龍馬文久3年給姐姐坂本乙女的信中說「今にては日ノ本第一の人物勝麟太郎という人に弟子になり」（現在我成了日本第一的人物勝麟太郎的弟子啦）。
西鄉隆盛給大久保利通的信裏也說「勝氏へ初めて面会し候ところ実に驚き入り候人物にて、どれだけ知略これあるやら知れぬ塩梅に見受け申し候」（和勝海舟初次見面確實很驚訝，他的知識實在不知深淺）。
因江戶的無血開城的功績而受好評，然而旧幕府高官轉而爲新政府工作也遭到微詞。福澤諭吉的『痩我慢說』中就此批評了他作為幕臣沒有節操。
一般認為勝海舟的功勞止於在江戶開城。明治的32年間的貢獻尚在研究。
去世后三天，天皇送來勅語，内容也可作爲人物評價的一點參考。

（方幕府之末造，審體勢而講振武之術；皇運中興之際，輔舊主而舉解職之實。爾後歷任顯官，勳績愈彰。今聞溘亡，曷不勝軫悼，茲遣侍臣齎賻賵以弔慰。）

## 逸話

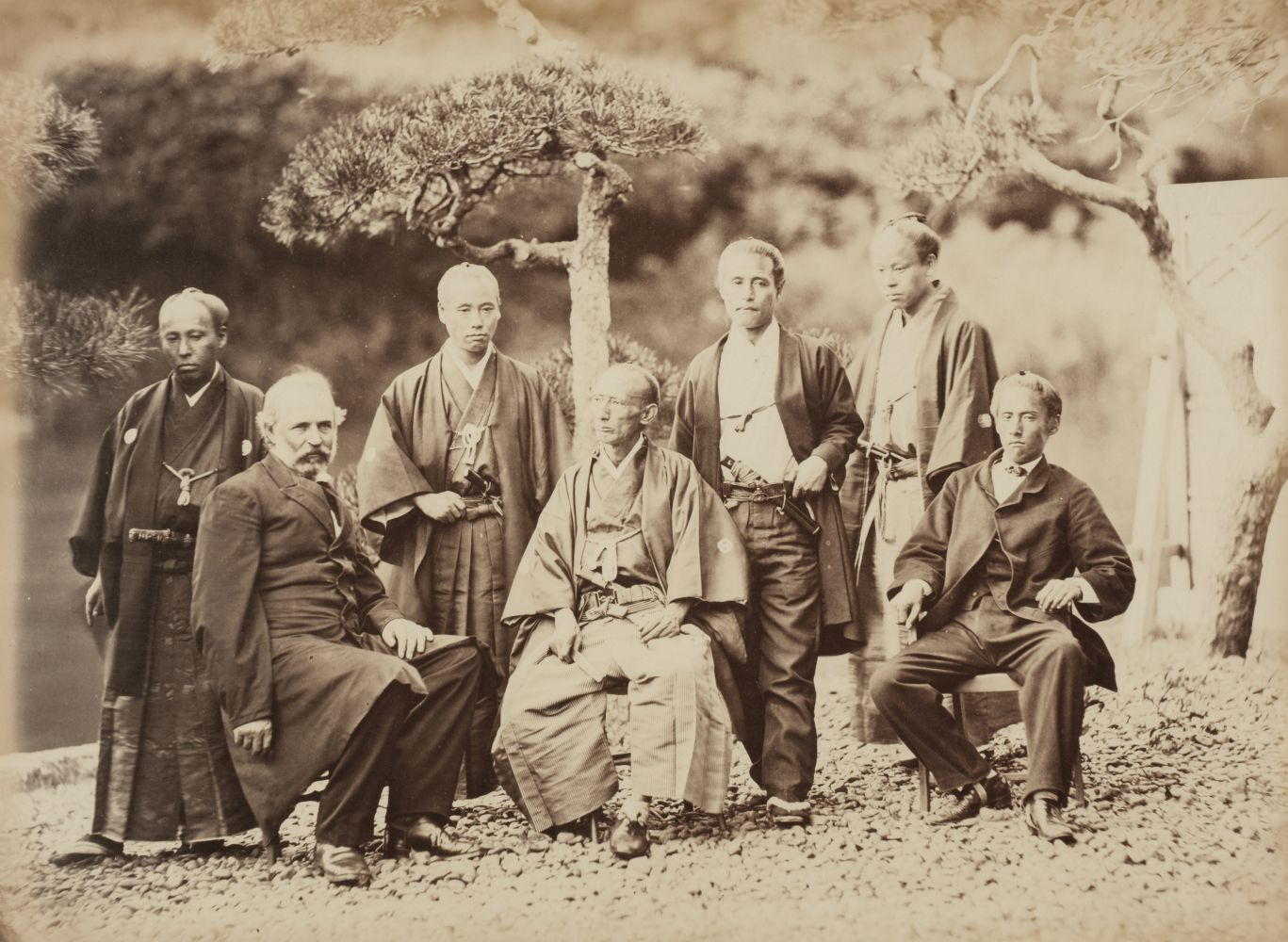
右三是勝海舟

- 喜歡吃火鍋
- 怕狗

9歲的時候被狗咬住睾丸，臥床70多天（「冰川清話」、「夢酔独言」）。父親小吉用冷水潑身許願終于活了過來。此後勝海舟一直怕狗。
- 和福澤諭吉的関係

福澤作爲木村攝津守的從者自費乘咸臨丸參加了訪美。勝海舟懷疑自己得了傳染病把自己關在船艙裏不出來，沒有發揮艦長的指揮作用，福澤沒有暈船也沒有得病從此看不起勝海舟。
- 咸臨丸的實際情況

咸臨丸水手60人。武士有床、水手在大艙睡通鋪。衣服鋪蓋都沒有、航海途中好天氣很少濕氣很重。所以船内流行了傳染病、一直是14、5個人生病。到舊金山后3人死亡葬在現地。其他7人到回程的時候還沒有好、只能留在當地醫院。水手統領吉松和總八2人留下來照看病人。這9個人勝海舟委託當地的商人佈魯克斯照料、還留下充分的錢財。佈魯克斯是美國第一任駐日大使的朋友、親日。
- 和坂本龍馬的關係

坂本龍馬本來奉尊皇攘夷派之命去刺殺勝海舟，勝海舟反而不慌不忙添油加醋地對坂本龍馬講述了自己在國外的見聞，聼了勝海舟天花亂墜的一番話，坂本龍馬茅塞頓開當場拜勝海舟爲師，此後從坂本龍馬的言行也可以看出，勝海舟對他的影響有多大。
- 安置明治時期的德川家

在德川家降為地方諸侯以後，勝海舟對安撫德川家臣居功甚偉。明治時代，德川家的俸祿僅能養活5000名家臣，但靜岡的德川家臣卻高達1萬以上。勝海舟透過轉介到其他藩、看守久能神社(德川家康的神社)、種茶、買賣等方式，維持了德川家。1877年西南戰爭爆發時，全日本士族與新政府對抗時，原本是新政府最大敵人的德川家臣，卻沒有一個人反抗。

## 後人
勝海舟的兒子勝小鹿（ころく）早逝，德川慶喜第十子「精」（くわし）與勝小鹿之女伊代子結婚，成為婿養子，繼承勝家。勝精進入實業界，在淺野水泥公司和石川島飛機製造公司擔當重任。
海舟的三女兒「逸」（いつ）是專修學校（現專修大學）創辦人目賀田種太郎的妻子。

## 登場作品
小說
- 勝海舟（新潮社、子母澤寬著）
- 父子鷹（新潮社、子母澤寬著）
- 勝海舟捕物帖（学陽書房、坂口安吾著）
- 勝海舟（德間書店、村上元三（日语：村上元三）著）
- 勝海舟（德間書店、高野澄（日语：高野澄）著）
- 勝海舟 吾不歸（幻冬舍、津本陽（日语：津本陽）著）
- 麒麟兒（KADOKAWA、冲方丁著）
- 龍之躍動 奧羽越列藩同盟顛末（講談社、上田秀人（日语：上田秀人）著）
- 海舟餘波 我之讀史餘滴（講談社、江藤淳著）
- 幕末愚連隊（實業之日本社（日语：実業之日本社）、幡大介（日语：幡大介）著）
- 阿順－勝海舟之妹與五個男人（毎日新聞社、諸田玲子（日语：諸田玲子）著）
- 阿民海舟：戀仲（小學館、植松三十里（日语：植松三十里）著）
- 幕末牢人譚 秘劍 念佛斬（集英社、鳴海章（日语：鳴海章）著）

影視劇
- 父子鷹（日语：父子鷹#映画）（1956年、東映、演：北大路欣也）
- 幕末物語（1960年、MBS、演：平幹二朗）
- 櫻田門（1961年、大映、演：高松英郎）
- 侍（1961年、CX、演：宇津井健）
- 父子鷹（1964年、TBS、演：青山良彦）
- 龍馬來了（日语：竜馬がゆく (1965年のテレビドラマ)）（1965年、MBS、演：田村高廣）
- 三姊妹（日语：三姉妹）（1967年、NHK大河劇、演：内藤武敏）
- 大奧（1968年、KTV、演：夏目俊二）
- 第十一位志士（日语：十一番目の志士#テレビドラマ）（1968年、NET、演：北村和夫）
- 龍馬來了（1968年、NHK大河劇、演：加東大介）
- 上方武士道（日语：上方武士道#日本テレビ版）（1969年、NTV、演：木村功）
- 鞍馬天狗（日语：鞍馬天狗 (1969年のテレビドラマ)）（1969年、NHK、演：東千代之介）
- 新選組（1969年、東寶、演：中村翫右衛門（日语：中村翫右衛門 (3代目)））
- 人斬（1969年、大映、演：山内明）
- 幕末（1970年、東寶、演：神山繁）
- 天皇的世紀（日语：天皇の世紀#第一部（テレビドラマ））（1971年、ABC、演：中山仁）
- 父子鷹（日语：おとこ鷹）（1972年、KTV、演：濱畑賢吉（日语：浜畑賢吉））
- 勝海舟（日语：勝海舟 (NHK大河ドラマ)）（1974年、NHK大河劇、演：渡哲也 → 松方弘樹（日语：松方弘樹））
- 新選組始末記（日语：新選組始末記#テレビドラマ（1977年））（1977年、TBS、演：御木本伸介）
- 捨生忘名：西鄉隆盛傳（1977年、TBS、演：谷川俊太郎）
- 俺們的明日（1980年、NTV、演：石原裕次郎）
- 幕末青春塗鴉：坂本龍馬（日语：幕末青春グラフィティ 坂本竜馬）（1982年、NTV、演：石坂浩二）
- 龍馬來了（日语：竜馬がゆく#1982年版）（1982年、TX、演：若林豪）
- 服部半藏 影之軍團（日语：服部半蔵 影の軍団#影の軍団IV）（1985年、KTV、演：真田廣之）
- 田原坂（日语：田原坂 (テレビドラマ)）（1987年、NTV、演：萬屋錦之介）
- 五稜郭（日语：五稜郭 (テレビドラマ)）（1988年、NTV、演：津川雅彥）
- 坂本龍馬（日语：坂本龍馬 (テレビドラマ)）（1989年、TBS、演：瀧田榮（日语：滝田栄））
- 勝海舟（日语：勝海舟 (1990年のテレビドラマ)）（1990年、NTV、演：田村正和 → 田村亮）
- 宛如飛翔（1990年、NHK大河劇、演：林隆三）
- 動天（日语：動天）（1991年、東映、演：西鄉輝彥）
- 父子鷹（日语：父子鷹 (1994年のテレビドラマ)）（1994年、NTV、演：市川染五郎）
- EAST MEETS WEST（日语：EAST MEETS WEST）（1995年、松竹、演：仲代達矢）
- 拜託龍馬了！（日语：竜馬におまかせ!） (1996年、NTV、演：内藤剛志）
- 龍馬來了（日语：竜馬がゆく#1997年版）（1997年、TBS、演：西田敏行）
- 尾張幕末風雲錄（1998年、TX、演：梅澤富美男（日语：梅沢富美男））
- 勝海舟最畏懼的男人：武士小栗上野介（1998年、ANB、演：今井雅之）
- 德川慶喜（1998年、NHK大河劇、演：坂東八十助（日语：坂東三津五郎 (10代目)））
- 龍馬之妻與她的丈夫和愛人（日语：竜馬の妻とその夫と愛人）（2002年、東寶、演：橋爪功）
- 亭主殿又辭卻〜幕末名奉行・小栗上野介〜（日语：またも辞めたか亭主殿〜幕末の名奉行・小栗上野介〜）（2003年、NHK、演：西村雅彥）
- 新選組！（2004年、NHK大河劇、演：野田秀樹）
- 龍馬來了（日语：竜馬がゆく#2004年版）（2004年、TX、演：柄本明）
- 憑神（2007年、東映、演：江口洋介）
- 篤姬（2008年、NHK大河劇、演：北大路欣也）
- 仁者俠醫（2009年、TBS、演：小日向文世）
- 龍馬傳（2010年、NHK大河劇、演：武田鐵矢）
- 大河劇所描繪的坂本龍馬真相（日语：大河ドラマが描かない坂本龍馬の真実）（2010年、NTV、演：田中健（日语：田中健 (俳優)））
- 向陽之樹（2012年、NHK、演：志村東吾）
- 八重之櫻（2013年、NHK大河劇、演：生瀨勝久）
- 幕末高校生（日语：幕末高校生）（2014年、東映、演：玉木宏）
- 大江戶事件帖 美味伺候（2015年、BS朝日、演：中村國生（日语：中村橋之助 (4代目)））
- 龍馬的遺言（2018年、NHK、演：木内義一）
- 西鄉殿（2018年、NHK大河劇、演：遠藤憲一）
- 黑書院六兵衛（2018年、WOWOW、演：寺島進）
- 小吉的妻子（2019年、NHK、演：鈴木福）
- 天外者（日语：天外者）（2020年、Giggly Box、演：丸山智己（日语：丸山智己））
- 明治開化 新十郎偵探帖（2020年、NHK、演：高橋克典）

動畫
- 幕末機關說（配音：樫井笙人）
- 神劍闖江湖（配音：八木光生）

遊戲
- 浪人崛起

## 談話集
- 冰川清話（講談社、江藤淳・松浦玲（日语：松浦玲）共編）
- 海舟語録（講談社、江藤淳・松浦玲共編）
- 海舟座談（岩波書店、巌本善治（日语：巌本善治）編）